# Американският президент
„Американският президент“ (на английски: The American President) е американска романтична комедия от 1995 г., режисиран и продуциран от Роб Райнър, по сценарий на Арън Соркин. Във филма участват Майкъл Дъглас, Анет Бенинг, Мартин Шийн, Майкъл Джей Фокс и Ричард Драйфус.